# 天主教聖米尼亞托教區
天主教聖米尼亞托教區（拉丁語：Dioecesis Sancti Miniati）是天主教會在義大利的一個教區。屬佛羅倫斯總教區。
教區成立於1622年12月5日，範圍包括佛羅倫斯省、比薩省和皮斯托亞省各一部份，2010年有教友158,000人，佔轄區總人口92.9%。教區下轄九十一個堂區，有七十九名司鐸。現任教區主教為福斯托·塔德里。